# Campsomeris
Campsomeris es un género neotropical de avispas de la familia Scoliidae. Parasitan larvas de escarabajos, especialmente las de la familia Scarabaeidae.

## Especies
Algunas especies:
- Campsomeris atrata (Fabricius, 1775)
- Campsomeris dohrni (Mantero, 1903)
- Campsomeris peregrina (Lepeletier, 1845)
- Campsomeris vitripennis (Smith, 1855)